# David Lack
David Lambert Lack (16 de julio de 1910 - 12 de marzo de 1973) fue un ornitólogo y biólogo inglés.
Lack nació en Londres y se educó en la Escuela Gresham, Norfolk y en el Magdalene College de Cambridge donde estudió Ciencias Naturales. Fue profesor hasta 1940, tomándose un año sabático para estudiar el comportamiento de las aves en las Islas Galápagos. Durante la Segunda Guerra Mundial trabajó en el desarrollo del radar.
En 1945 fue nombrado director del Edward Grey Institute of Field Ornithology, como director del mismo realizó estudios sobre el Carbonero común (Parus major), el Petirrojo (Erithaculus rubecula) y otras aves.
El trabajo científico de Lack incluye trabajos sobre biología de poblaciones y regulación dependiente de la densidad. Escribió varios libros incluyendo The Life of the Robin (1943) y Swifts in a Tower (1956).

## Obra

### Algunos libros publicados
- Lack, David. 1943. The Life of the Robin. Witherby, Londres. ISBN 978-1843681304

- Lack, David. 1947. Darwin's Finches.[1]

- Lack, David. 1950. Robin Redbreast. Oxford (nueva edición de este libro, revisada y ampliada por el hijo de Lack Andrew, y publicado bajo el título Redbreast: the Robin in life and literature × SMH Books en 2008) ISBN 9780955382727

- Lack, David. 1954. The Natural Regulation of Animal Numbers. Oxford University Press, Oxford. ISBN 978-1299428287

- Lack, David. 1956. Swifts in a Tower. Methuen, Londres. ISBN 0412121700

- Lack, David. 1957. Evolutionary Theory and Christian Belief: The Unresolved Conflict. Methuen, Londres. ISBN 978-0415474900

- Lack, David. 1965. Enjoying Ornithology. Methuen, Londres. OCLC 691693809

- Lack, David. 1966. Population Studies of Birds. Oxford University Press, Oxford. ISBN 9780198573418

- Lack, David. 1968. Ecological Adaptations for Breeding in Birds. Methuen, Londres. ISBN 978-0412112201

- Lack, David. 1971. Ecological Isolation in Birds. Harvard University Press, Cambridge, Mass. y Blackwell, Oxford. ISBN 978-0674224421

- Lack, David. 1974. Evolution Illustrated by Waterfowl. Harper & Row, Londres. ISBN 978-0061361692

- Lack, David. 1976. Island Biology Illustrated by the Land Birds of Jamaica. University of California Press, Berkeley. ISBN 0-520-03007-9 (póstumo).

### Artículos publicados en revistas
- Lack, D. (1940). «Evolution of the Galapagos Finches». Nature 146 (3697): 324. Bibcode:1940Natur.146..324L. doi:10.1038/146324a0.

- Lack, David (1942). «Ecological features of the bird faunas of British small islands». Journal of Animal Ecology 11: 9-36. doi:10.2307/1298.

- Lack, David. 1945. The Galapagos finches (Geospizinae): a study in variation.

- Lack, David. 1947-8. The significance of clutch-size. Ibis 89, 302–352; 90, 25–45. doi 10.1111/j.1474-919x.1947.tb04155.x

- Lack, David 1949. The significance of reproductive isolation. In Jepsen G, Mayr E and Simpson GG (eds) Genetics, palaeontology and evolution. Princeton.

- Lack, David. 1954. The evolution of reproductive rates. In Huxley J, Hardy AC and Ford EB (eds). Evolution as a process. Allen & Unwin, Londres. ISBN perdido.

- Lack, David (1967). «Interrelationship in breeding adaptations as shown by marine birds». Proc. XIVth Int. Orn. Congr. Oxford 1966: 3-42.

- Lack, David (1973). «The numbers of species of hummingbirds in the West Indies». Evolution 27: 326-337. doi:10.2307/2406972.